# Caballo finlandés
El caballo finlandés (en finés: Suomenhevonen, literalmente ‘caballo de Finlandia’, apodado Suokki; en sueco: Finskt kallblod, literalmente ‘sangre-fría finlandés’), también conocido como Finnhorse, es una raza de caballo con características e influencias tanto de caballo de silla como de caballo de tiro, y es la única raza caballar totalmente desarrollada en Finlandia. En 2007 esta raza fue declarada «raza de caballo oficial de Finlandia» por el ministerio de Cultura.
El término inglés Finnhorse ha sido recientemente acuñado y solo se convirtió en un nombre estándar después de 1990. Es una raza caballar relativamente desconocida fuera de Finlandia y no se ha promovido internacionalmente. Sin embargo, hay algunos ejemplares de caballos finlandeses fuera de Finlandia, producto de exportaciones en pequeños números a países como Alemania y Suecia.
En Finlandia hay entre 19 500 y 20 000 ejemplares. En 2000 la mayoría de los caballos finlandeses tenía capas que variaban entre castaño (92 %), alazán (6 %) y negro (1,2 %).